# Sympetrum infuscatum
Sympetrum infuscatum är en trollsländeart som först beskrevs av Selys 1883.  Sympetrum infuscatum ingår i släktet ängstrollsländor, och familjen segeltrollsländor. IUCN kategoriserar arten globalt som livskraftig. Inga underarter finns listade i Catalogue of Life.

## Bildgalleri

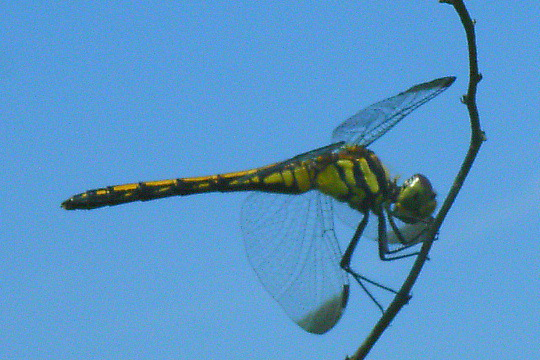
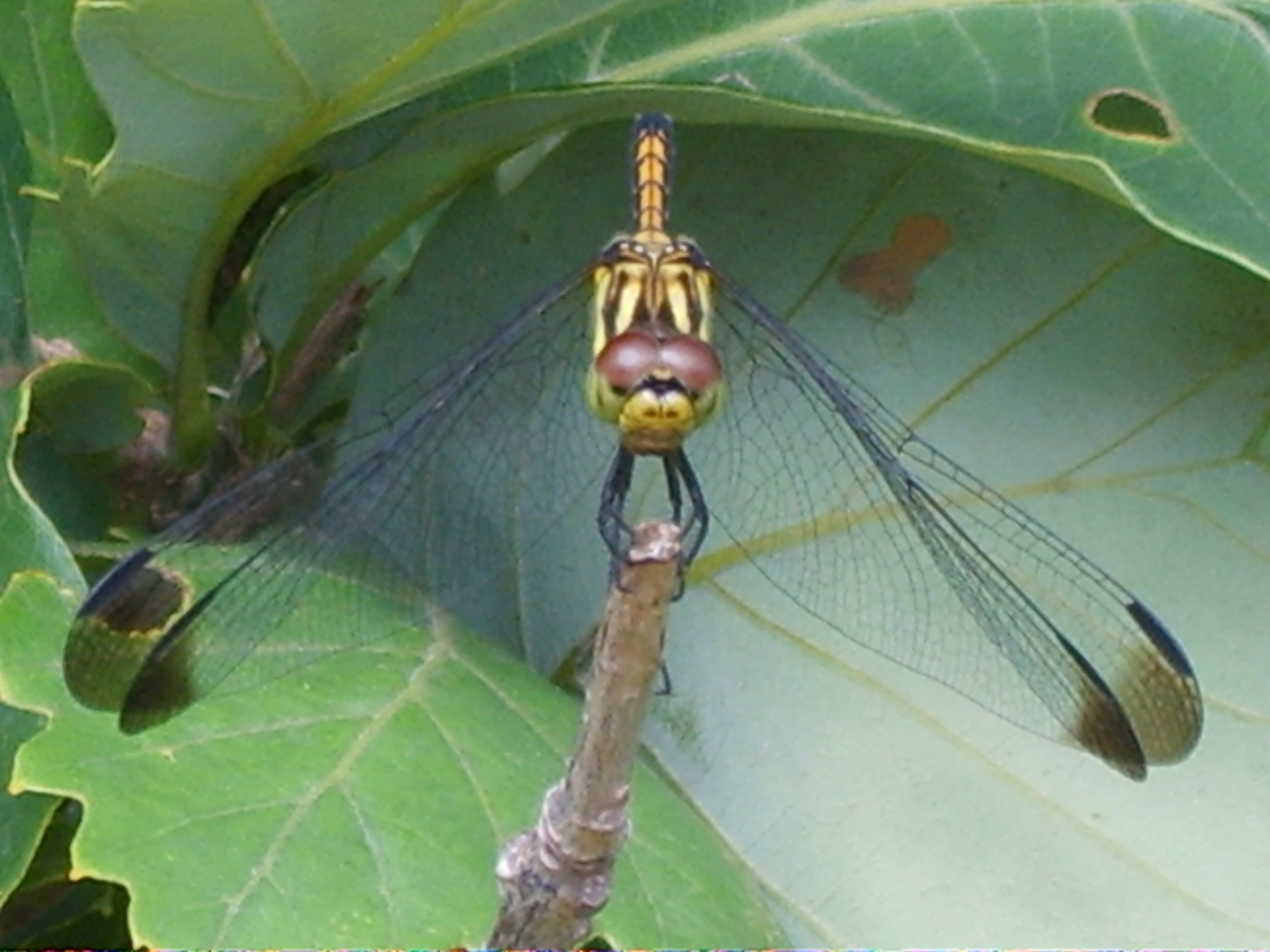
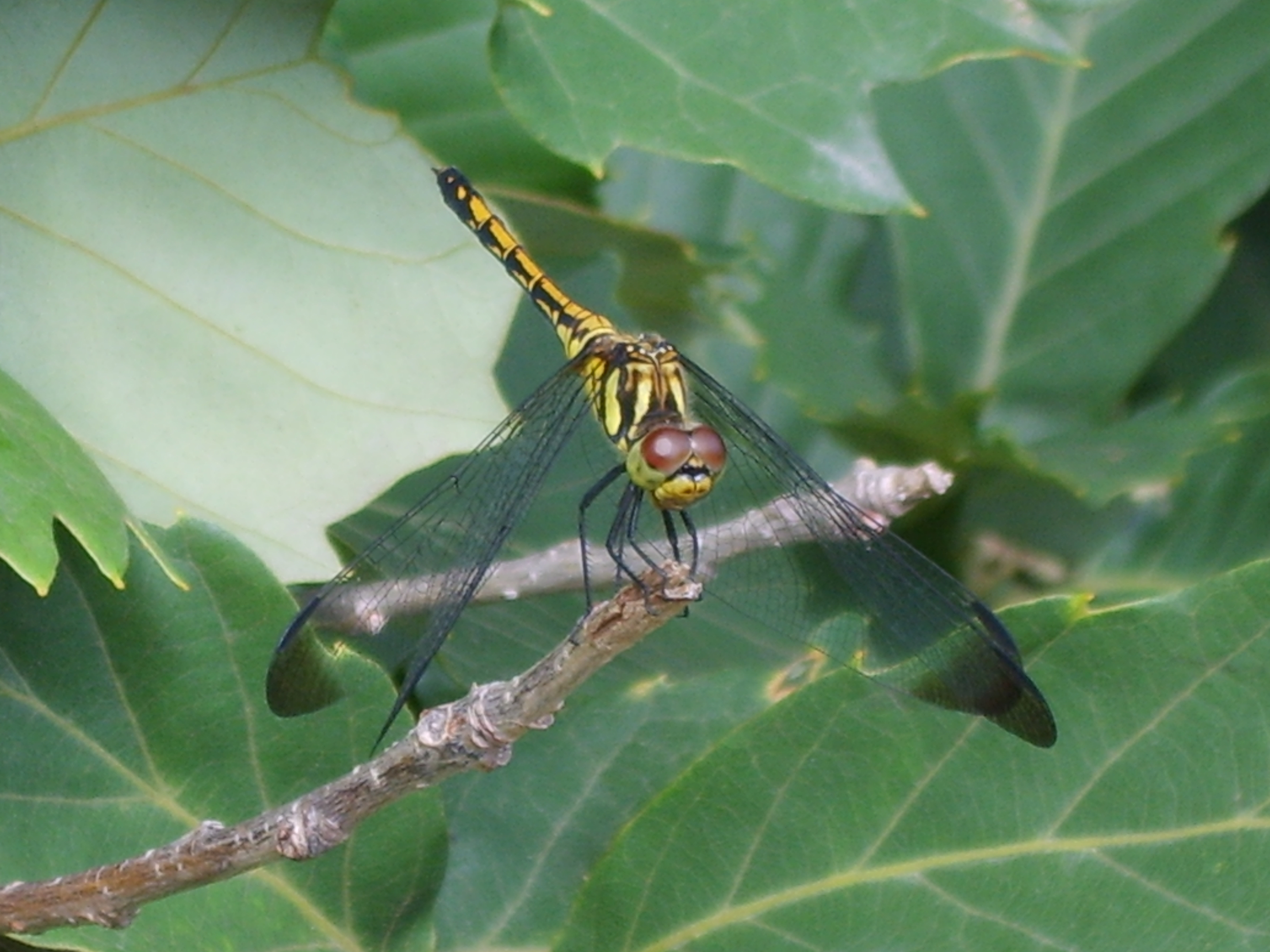
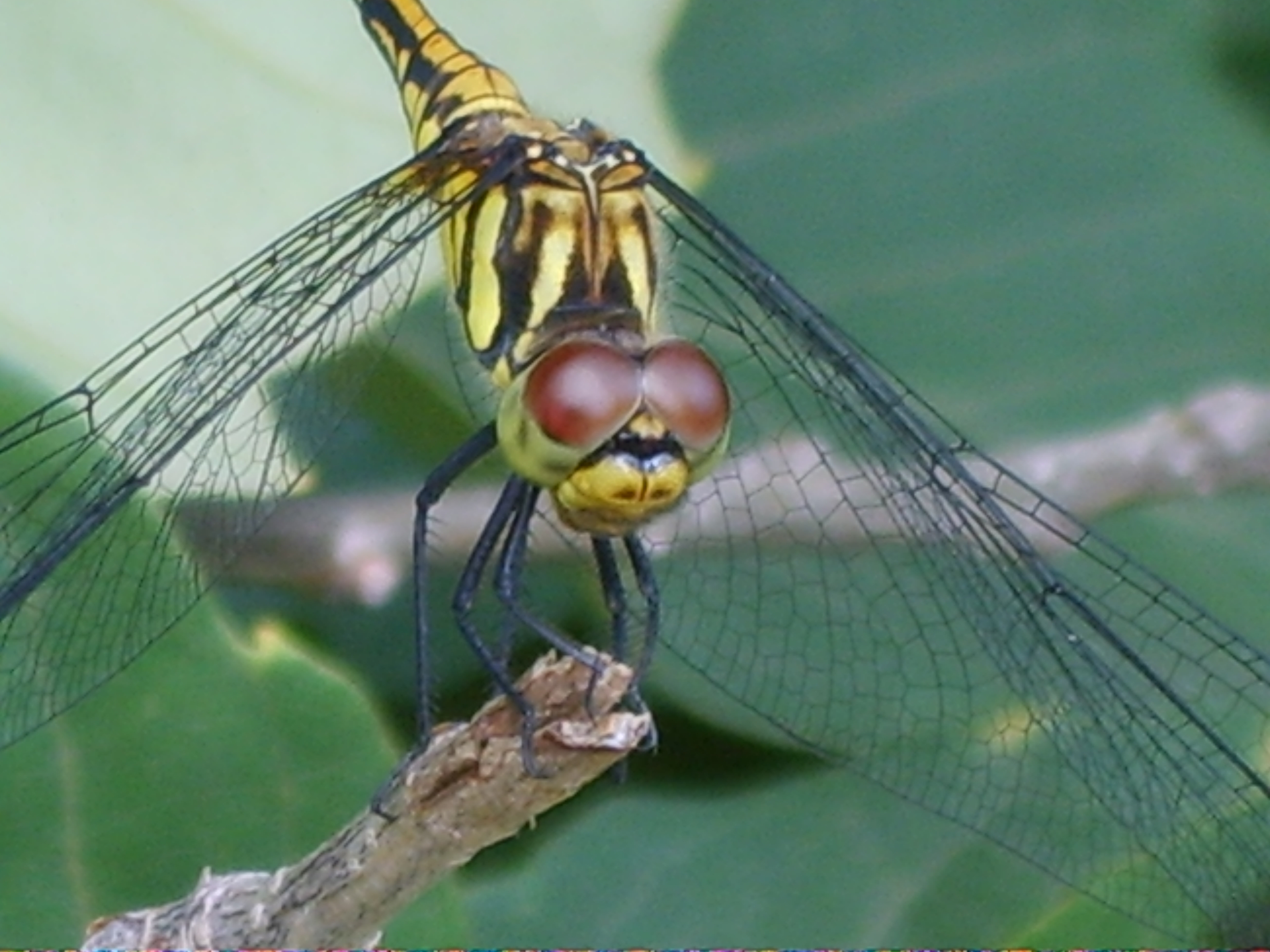
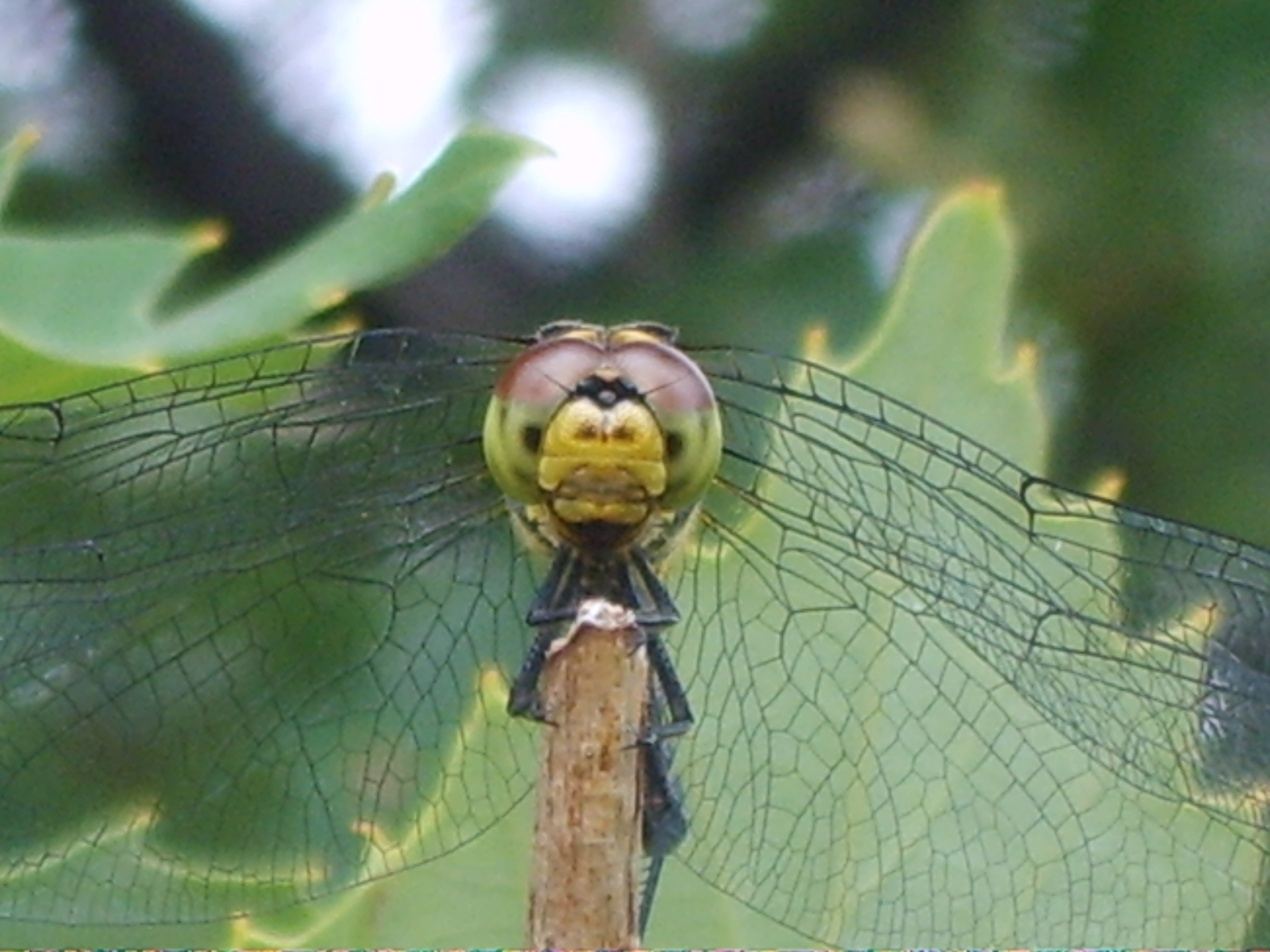